# Zagorski
Zagorski je priimek več znanih Slovencev:
- Cvetko Zagorski, (1916—2006), književnik, časnikar in prevajalec